# Александров, Николай Иванович (медик)
Николай Иванович Алекса́ндров (1908—1972) — советский учёный, микробиолог и иммунолог; профессор. Генерал-майор, лауреат Сталинской премии.

## Биография
Родился в селе Свинчус (ныне Рязанская область) 7 апреля 1908 года[по какому календарю?].
Окончил 2-й Московский медицинский институт имени Н. И. Пирогова (1931).
С 1931 года на военной службе. В 1931—1933 годах младший врач полка, в 1933—1934 годах учёба в ВМА, в 1934—1938 годах начальник лаборатории ВГ. Защитил кандидатскую диссертацию по эффективности и организации прививок против столбняка (столбнячный анатоксин) в войсках.
В 1938—1947 старший научный сотрудник Научно-исследовательского испытательного санитарного института (НИИСИ). В последующем — на научно-исследовательской работе. Генерал-майор медицинской службы. Доктор медицинских наук, профессор.
Уволен с военной службы в 1964 году.
Создатель (вместе с женой — Н. Е. Гефен) «поливакцины НИИСИ» (против брюшного тифа, паратифов, дизентерии, холеры, столбняка) — 1941 год.
Умер в феврале 1972 года. Похоронен на Введенском кладбище (уч. 10).

## Награды и премии
- Сталинская премия третьей степени (1948) — за изобретение и внедрение в практику новых типов вакцин
- орден Красной Звезды (18.9.1943; был представлен к ордену Трудового Красного Знамени).